# スイスの地理
スイスの地理（スイスのちり、英: Geography of Switzerland）では、スイスにおける地形や気候などの地理の概略を詳述する。

## 概説
- 紫 フランス語
- 黄 ドイツ語（アレマン語）
- 緑 イタリア語
- 赤 ロマンシュ語

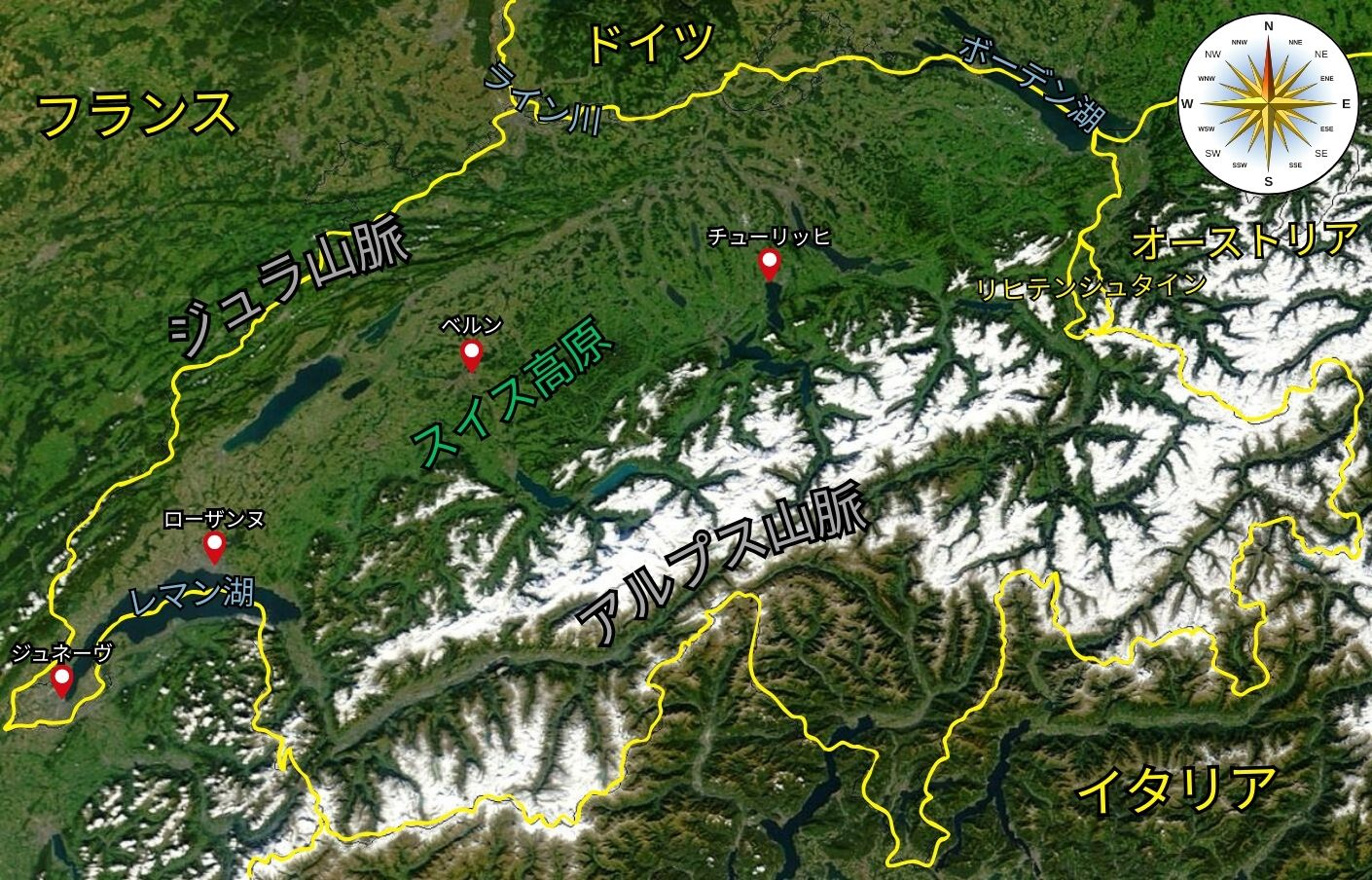
境界線および地名の付いたスイスの衛星画像

スイスの地方行政区画

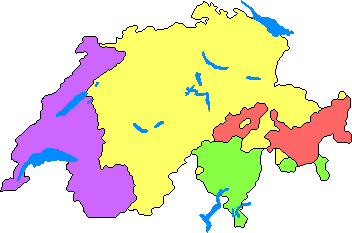
スイスの言語分布

スイスは、西ヨーロッパおよび中央ヨーロッパに位置する内陸国である。面積は41,277km2（日本の九州地方の面積（44,511.85 km2）よりもやや小さい）と小さな国で、そのうち約97%の39,997 km2が陸地で、残りの約3%の1,280 km2が水地である。周辺には、東にオーストリアとリヒテンシュタイン、南にイタリア、西にフランス、北にドイツと国境を接している。
スイスは南のイタリアとの国境近くにアルプス山脈がそびえていることでも広く知られており、その北側には国の中央を東西にわたって台地（スイス高原）が広がっている。国民の大半はこの台地上に住んでおり、ベルン、チューリッヒ、ローザンヌなどの都市もこの台地に位置している。国の西側のフランスとの国境にはジュラ山脈とレマン湖があり、ドイツとの国境は西側はライン川によって隔てられ、東側はボーデン湖が国境となっている。
現在スイスには23の州（カントン）があり、このうち3州はさらに2つずつの準州（ハーフカントン）に分割されている。スイス高原に位置する州（チューリッヒ州、ベルン州など）は人口が多く産業が発展しており、プロテスタントの信者が多い。一方、アルプス山脈に位置する州（ティチーノ州、グラウビュンデン州など）ではカトリックが信仰されており、人口が少なく農業や観光業を基盤とした経済となっている。

スイスでは4つの言語が公用語として定められており、人口の60%がドイツ語（アレマン語）、20%がフランス語、6.5%がイタリア語、0.5%がロマンシュ語を話している。分布では、首都のベルンを境に東ではドイツ語（アレマン語）、西ではフランス語の話者が多く、南のティチーノ州ではイタリア語の話者が人口の過半数を占める。一方でロマンシュ語はグラウビュンデン州の一部などで話されているのみにとどまっており絶滅の危機にあると言われている。

## 地方

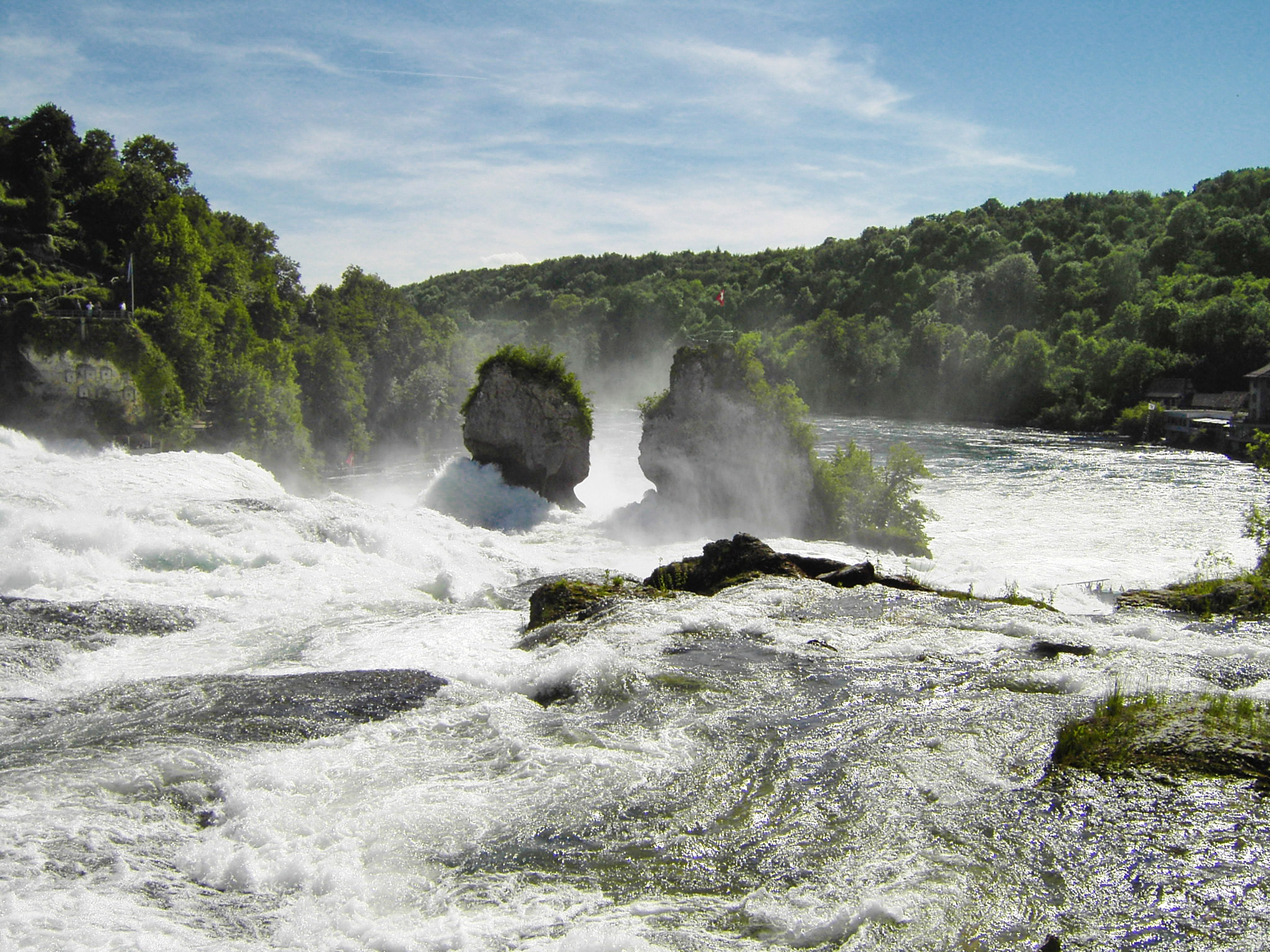
シャフハウゼン近郊のライン滝

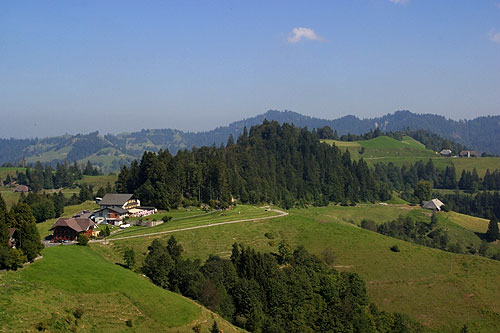
ベルン近郊のスイス高原の代表的な風景

### スイス高原
スイスは国土の南西のレマン湖から北東部のボーデン湖まで標高600m前後のスイス高原が広がっており、高原上は緩やかな丘と湖や川によって形成されている。スイス最大の湖でありフランスとの国境になっているレマン湖やドイツとの国境になっている二番目に大きいボーデン湖をはじめ、全域がスイス領内にある湖としては最大であるヌーシャテル湖も高原上に位置している。また高原にはローヌ川、ライン川、アーレ川、トゥール川の4本が流れておりいずれも源流はアルプス山脈にある。このうちシャフハウゼン近郊のライン川にあるライン滝はヨーロッパ最大級の滝としても有名。
現在この高原はスイスの面積の1/3を占め、人口の2/3が居住している。特にレマン湖やチューリッヒ湖周辺に人口が集中し多くの産業の拠点ともなっており、高原における農業は小規模で非常に集約化されている。

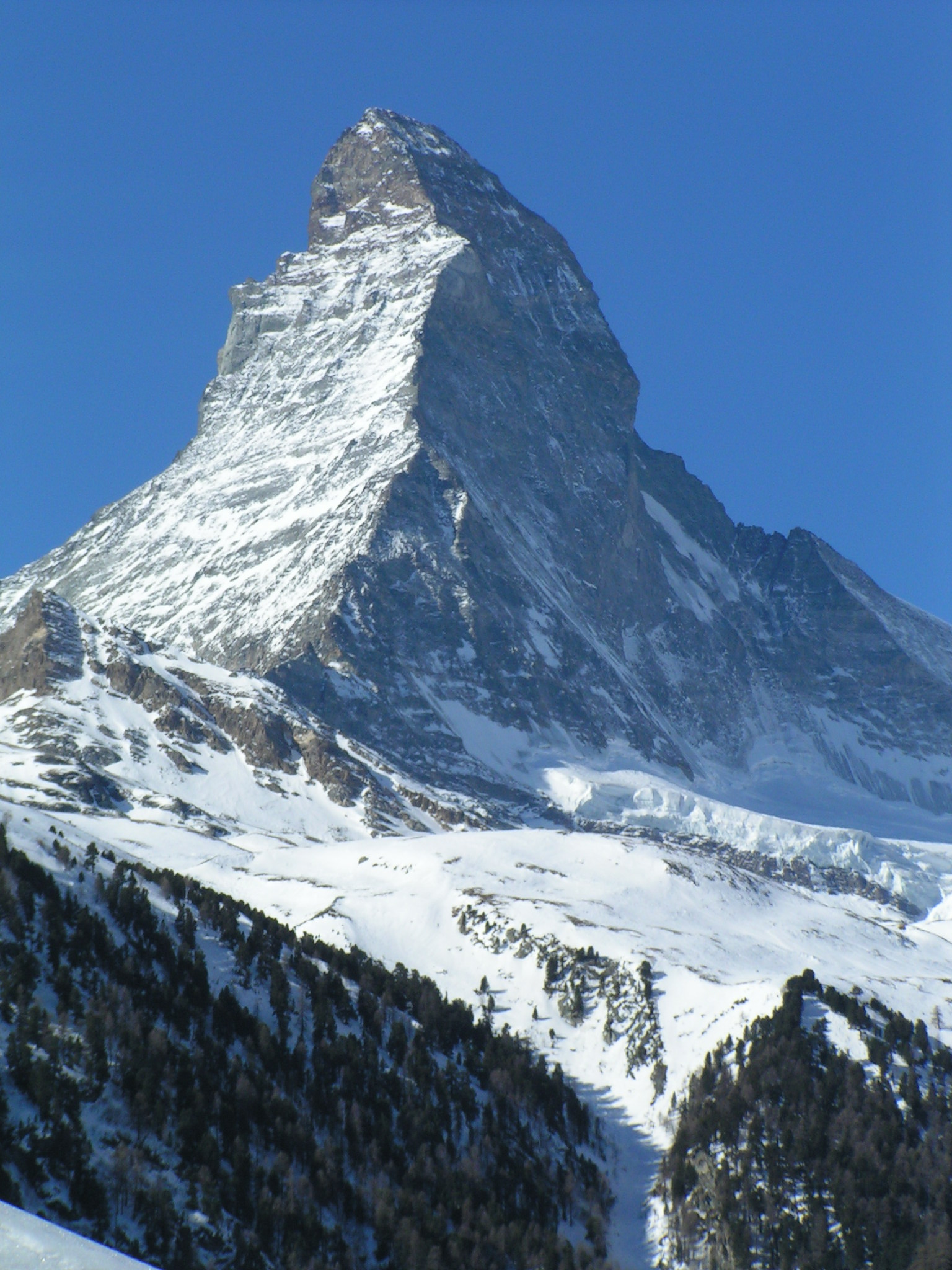
スイスの象徴であるマッターホルン

### アルプス山脈
アルプス山脈はヨーロッパにおいて南欧と北欧を隔てるようにスイスとイタリアの国境付近にそびえている。スイスにはアルプスにおける交通の拠点がいくつもあり、これらを管理することがスイスの歴史上でも重要なこととされてきた。スイスの2/3の面積を占めるアルプス山脈の平均標高は1,700mで、このうち4,000mを超える山は48ある。アルプスは西欧において重要な水源となっており、北海に流れ込む水のうち2/3がアルプスから流れるライン川やアーレ川によるものである。またドナウ川の支流であるイン川からは黒海に4.4%の水が供給されている。またアルプスを覆う氷河は1,200km²にものぼり中央ヨーロッパにある氷河の大部分を占める。
アルプス山脈はスイス最大の観光名所であり、またスイスの象徴である。スイス最高峰のモンテ・ローザのほか、マッターホルンなどはメディアがスイスを表現するにおいてもっとも頻繁に登場するものでもある。またアルプス山脈の南にあるティチーノ州は山脈によって他のスイスの地域と隔てられているため、スイス国内でも特にイタリアの影響が強い地域となっている。

### ジュラ山脈
ジュラ山脈はスイスとフランスの国境にある石灰岩でできた山脈で、レマン湖からライン川にかけて広がっている。この「ジュラ」という名前は地質時代のジュラ紀の由来となっており、石灰岩からは多くの恐竜の化石や足跡が発見され考古学上もっとも重要な地域と位置付けられている。

## 気候

スイスのケッペンの気候区分

スイスでは高原では比較的安定した気候であるが12月初旬から3月にかけては気温が低下し、アルプス山脈やジュラ山脈の標高の高い地域、特に氷河があるような場所ではより寒さが厳しさを増す。一方アルプス以南のティチーノ州ではスイス高原よりも気温が2度から4度高く亜熱帯の植物も自生している。
ケッペンの気候区分ではスイス高原は西岸海洋性気候、アルプス山脈はツンドラまたは高山気候に分類される。海洋性気候は天候が不安定でありスイス高原では曇りの日も多いが雲によって夏は涼しく、また冬は穏やかになっている。ジュラ山脈ではスイス高原よりも若干涼しく、アルプス山脈では標高が高くなるにつれて気温がさがり降雪量が多くなる。
近年では大気汚染や酸性雨といった環境問題も起こっている。

## 土地利用
- 耕作地…10%
- 穀倉地…2%
- 牧草地…28%
- 森林…32%
- その他…28%